# 서석초등학교
서석초등학교는 대한민국 강원특별자치도 홍천군 서석면 풍암리에 있는 공립 초등학교이다.

## 학교 연혁
- 1926년 12월 10일 서석공립보통학교 인가
- 1938년 4월 1일 교명 변경(서석공립심상소학교)
- 1941년 4월 1일 교명 변경(서석공립국민학교)
- 1947년 3월 31일 서석국민학교 인가
- 1950년 2월 20일 송촌분교장 개교
- 1950년 4월 15일 야촌분교장 개교
- 1968년 3월 1일 가구분교장 개교
- 1994년 3월 1일 송촌국민학교 통합
- 1995년 3월 1일 가구분교장 통합
- 1996년 3월 1일 서석초등학교로 개칭
- 1999년 3월 1일 항곡분교장, 청량분교장 편입
- 2009년 3월 1일 제22대 김시훈 교장 부임
- 2010년 2월 10일 제 80회 졸업(총 4,430명 졸업)

## 참고 자료
- 서석초등학교 - 한국교육학술정보원 학교알리미